# Къщата
 За българския филм от 2004 година вижте Къщата (2004).  
„Къщата“ е български игрален филм от 1979 година на режисьора Стефан Димитров, по сценарий на Васил Акьов и Григор Стоичков. Оператор е Красимир Костов.

## Актьорски състав
- Иван Григоров – Строгият
- Станимир Стоилов – Груди
- Йосиф Сърчаджиев – Самурай
- Николай Бинев – Купенков
- Иван Янчев
- Невена Андонова
- Николай Сотиров
- Георги Калоянчев
- Анета Петровска – Кейт
- Иван Цветарски
- Нина Петровска
- Антон Карастоянов
- Елена Димитрова
- Зинка Друмева
- Анани Явашев
- Иван Дервишев
- Таня Дякова
- Юрий Яковлев
- Добри Добрев
- Асен Димитров
- Юри Сафчев
- Любомир Костадинов
- Стефан Гърдев
- Михо Михов
- Иван Обретенов
- Никола Калоянчев
- Дамян Антонов
- Иван Йорданов